# Actinostrobus acuminatus
Actinostrobus acuminatus — вид хвойних рослин родини кипарисових.

## Поширення, екологія
Країни проживання: Австралія (Західна Австралія). Зазвичай невеликий чагарник прямостоячий або що стелеться в низьких чагарниках, часто в місцях, схильних до затоплення. Зустрічається на малих висотах від трохи вище рівня моря до 100 м.

## Морфологія
Невеликий широко конічний кущ до 3 м висотою. Поширюється підземними столонами. Листки на молодих рослинах світло сріблясто-зелені, 8–15 мм довжиною, голчасті. Дорослих рослин листки лускоподібні, розміщені по 3, до 10 мм завдовжки, темно-зелені. Чоловічі шишки яйцеподібні, на стеблах 4 мм довжиною, 4–6 мм завдовжки, 2–3 мм в діаметрі. Жіночі шишки від жовтувато-коричневого до сизо-коричневого кольору, довжиною 20–35 мм, діаметром 15–25 мм. Насіння темно-коричневе, 9–12 мм завдовжки, 9–13 мм шириною, крила 2–5 мм. Сім'ядолі 2, світло-зелені, 15–18 мм довжиною 3–3,5 мм шириною.

## Використання
Не відоме.

## Загрози та охорона
Загрозами є підвищення частоти пожеж і продовжувана фрагментація середовища проживання, наприклад через розширення сільського господарства та урбанізацію. Кілька субпопуляції зустрічаються в межах національних парків.